# Lagoleptus fulviceps
Lagoleptus fulviceps là một loài tò vò trong họ Ichneumonidae.